# David Hermelin (militär)
Sven David Oskar Hermelin, född den 22 juli 1897 i Stockholm, död den 26 februari 1971 i Linköping, var en svensk friherre och militär. Han var son till Sven Hermelin. 
Hermelin blev fänrik vid Livregementets dragoner 1917 samt löjtnant där 1922 och vid Livregementet till häst 1928. Han var biträdande militärattaché i Bryssel 1922 och i Paris 1933. Hermelin genomgick Krigshögskolan 1928–1930. Han blev ryttmästare vid Livregementet till häst 1932, major vid Norrlands dragonregemente 1940, överstelöjtnant i pansartrupperna 1942, överste i kavalleriet och chef för Norrlands dragonregemente 1947 samt sekundchef för Livregementets husarer 1951. Hermelin var försvarsområdesbefälhavare i Malmö försvarsområde 1954–1957. Han blev riddare av Svärdsorden 1938, kommendör av andra klassen av samma orden 1951 och kommendör av första klassen 1954. Hermelin vilar på Norra begravningsplatsen utanför Stockholm.